# История экономических учений
Исто́рия экономи́ческих уче́ний — наука, изучающая зарождение, становление, развитие и смену экономических концепций на всём протяжении истории общественного производства.

## Экономическая мысль Древнего Востока
Экономическая мысль Древнего Востока имеет в основном религиозную форму и подчинена решению социальных и политических проблем. В экономических произведениях того времени проблемы экономики в целом не стали предметом научного анализа. В то же время экономические труды содержали рекомендации по управлению государством и контролю за экономической деятельностью граждан.

## Экономическая мысль Античности
Экономическая мысль Античности нашла своё отражение в основном в трудах древнегреческих мыслителей: Ксенофонта, Платона, Аристотеля в V—IV вв. до н. э., впервые подвергших экономические явления научному анализу и пытавшихся выявить закономерности развития общества.
Мыслители Древней Греции не только поставили сложнейшие экономические вопросы, но и дали на них свои ответы. Они ввели термин «экономия» и производный от него «экономика». Под экономией понималась наука, с помощью которой можно обогащать своё хозяйство. Также выдвинули идею о разделении труда, высказали догадку о том, что в основе равенства между товарами лежит что-то общее, делающее их сравнимыми, впервые провели различие между простым товарным обращением и обращением денег как капитала. Экономические открытия мыслителей Древней Греции способствовали в дальнейшем развитию экономической науки.

## Экономическая мысль Средневековья

### Фома Аквинский
Фома Аквинский (1225—1274) — итальянский богослов и экономист. Преподавал в Кёльне и Париже, и был частью группы католических учёных, известных как Школьники (Schoolmen), которые перенесли свои вопросы за пределы теологии на философские и научные дебаты. В трактате Summa Theologica он рассматривает концепцию справедливой цены, которую считает необходимой для воспроизведения общественного порядка. Во многом эта концепция похожа на современную концепцию долгосрочного равновесия, справедливой цены было достаточно для покрытия издержек производства, включая содержание рабочего и его семьи. Фома Аквинский утверждал, что для продавцов было аморально поднимать цены только лишь потому, что у покупателей острая потребность в продукте.

### Иоанн Дунс Скот
Одним из главных критиков Фомы Аквинского был Дунс Скот (1265—1308), родом из Дунса, Шотландия, преподававший в Оксфорде, Кёльне и Париже. В своей работе «Sententiae» (1295) он смог точнее, как он считал, чем Фома Аквинский, рассчитать справедливую цену, подчеркивая затраты на оплату труда и издержки, хотя он признал, что последние могут быть раздуты из-за преувеличения, поскольку покупатель и продавец обычно имеют разные идеи справедливой цены. По мнению Скотуса, если люди не получат выгоды от сделки, они не будут торговать. Скот сказал, что торговцы выполняют необходимую и полезную социальную роль, перевозя товары и делая их доступными для общественности.

### Жан Буридан
Жан Буридан (ок. 1300 — после 1358) был французским священником. Буридан рассматривал деньги с двух сторон: как стоимость металла и как его покупательную способность, которые, как он признал, могут варьироваться. Он утверждал, что совокупные, а не индивидуальные спрос и предложение определяют рыночные цены. Следовательно, для него справедливой ценой было то, что общество коллективно, а не один человек готов заплатить.

### Ибн Хальдун
До работы Джозефа Спенглера 1964 года «Экономическая мысль ислама: Ибн Хальдун» Адам Смит (1723—1790) считался «отцом экономики». После выхода этой работы появился второй кандидат — арабский мусульманский учёный Ибн Хальдун (1332—1406) из Туниса, хотя неясно какое влияние Хальдун имел на Западе в Средневековье. Арнольд Тойнби назвал Ибн Хальдуна «гением», который, «кажется, не был вдохновлён предшественниками и не нашёл родственных душ среди своих современников … и тем не менее, в „Пролегомене“ (Muqaddimah) к его „Всеобщей истории“ он задумал и сформулировал философию истории, которая, несомненно, является величайшим произведением такого рода, которое когда-либо было создано любым разумом в любое время и в любом месте».
Ибн Хальдун высказал теорию жизненного цикла цивилизаций, специализации труда и стоимости денег как средства обмена, а не как хранилища внутренней стоимости. Его идеи о налогах имели поразительное сходство с кривой Лаффера в экономике предложения, которая утверждает, что за пределами определённой точки более высокие налоги препятствуют производству и фактически приводят к падению доходов.

Предприятия, принадлежащие ответственным и организованным торговцам, в конечном итоге превзойдут предприятия, принадлежащие богатым правителям.— Ибн Хальдун

### Николай Орем
Французский философ и священник Николя д’Оресме (1320—1382) написал трактат «О происхождении, сущности и обращении денег» (De origine, natura, jure et mutationibus monetarum). Это одна из самых ранних рукописей о понятии денег.

### Антонин Пьероци
Антонин Пьероци — святой Католической церкви, доминиканский монах, который стал архиепископом Флоренции. Работы Антонина касаются социально-экономического развития и утверждают, что государство обязано вмешиваться в коммерческие дела на общее благо, а также помогать бедным и нуждающимся. В своей основной работе «Сумма теологии» он обращает особое внимание на вопросы цены, справедливости и теории капитала. Как и Дунс Скот, он различает естественную ценность товара и его практическую ценность. Последний определяется его пригодностью для удовлетворения потребностей (virtuositas), его редкостью (raritas) и его субъективной ценностью (complacibilitas). Из-за этого субъективного компонента может быть не только одна справедливая цена, но и пропускная способность более или менее справедливых цен.

## Меркантилизм
Меркантили́зм — система доктрин, выдвигавшихся авторами трактатов XV—XVII веков, обосновывавших необходимость активного вмешательства государства в хозяйственную деятельность, в основном в форме протекционизма — установления высоких импортных пошлин, выдачи субсидий национальным производителям и так далее.

## Физиократия
Физи́ческая эконо́мия, физиокра́тия — экономическая школа, один из научных подходов к исследованию и организации экономики, предметом изучения которого являются измеряемые в физических (натуральных) величинах экономические процессы и способы управления обменом вещества-энергии-импульса-информации в хозяйственной деятельности человека, подчинённые требованиями законов физики.

## Классическая экономическая теория
Адам Смит (1723 год—1790 год), основатель классической политической экономии, в первую очередь исследовал и подчёркивал значение концепции экономической стоимости и распределения богатства между классами — рабочими, капиталистами и землевладельцами, объяснил работу свободного рынка на базе внутренних экономических механизмов, названных им невидимой рукой, а не внешнего политического управления.
Завершающий этап эволюции классической политической экономии представлен творчеством Дж. С. Милля, в работах которого нашли окончательное воплощение принципы классической школы, а книга «Принципы политической экономии» стала основным экономическим учебником англоязычного мира.
В России зарождение экономики как науки связано прежде всего с Императорским Вольным экономическим обществом, основанным в 1765 году. У истоков общества стояли крупные землевладельцы, которые видели задачу общества в повышении эффективности сельскохозяйственного производства в России. В нём в частности работал выдающийся российский агроном и помолог Андрей Тимофеевич Болотов, в трудах которого агрономия зачастую сливается с экономикой.

## Марксизм
Марксизм — экономическая теория Карла Маркса (1818—1883), придавшая экономической мысли сильный политический оттенок. Развивая концепцию Дэвида Рикардо о труде как источнике экономической стоимости (трудовая теория стоимости), Маркс утверждал, что в ходе производственного процесса капиталисты получают из труда рабочих прибавочную стоимость, оставляя им только необходимую для существования заработную плату. С точки зрения Маркса, капиталистическое хозяйство должно переживать всё более глубокие кризисы, которые будут менять сознание рабочего класса, который в итоге уничтожит капитализм, и тогда государство перейдёт под контроль трудящихся.

## Неоклассическая экономическая теория
Неоклассическая школа, в настоящее время доминирующая в западной экономической мысли, подчёркивает значение распределения ограниченных ресурсов между конкурирующими экономическими агентами. Она сформировалась в 70-е годы XIX века в результате «маржиналистской революции», заключавшейся в использовании предельных величин при исследовании закономерностей экономических процессов. Основатели этой школы — У. С. Джевонс (1835—1882) и Л. Вальрас (1834—1910).
Альфред Маршалл соединил теории классической политической экономии и маржинализма, его главный труд «Принципы экономической науки» заменил книгу Дж. С. Милля в качестве основного учебника в США, Англии и других странах.
Неоклассическая экономическая теория делится на две широких сферы исследований: микроэкономику (microeconomics), которая анализирует взаимоотношения между отдельными хозяйственными единицами (потребителем, фирмой и т. д.), и макроэкономику (macroeconomics), анализирующую взаимозависимость между агрегированными экономическими величинами в масштабе государств. В обеих этих сферах основными объектами исследования являются национальные экономики, корпорации и домашние хозяйства.

### Австрийская школа
Австрийская школа — направление экономической мысли в рамках маржинализма, подчеркивающее роль свободы экономических отношений и принципиальную важность рыночного ценообразования. Среди прочего, представители школы отрицают роль математического моделирования в качестве методики исследования. В макроэкономике выступают за ограничение государственного регулирования.

## Кейнсианство
По сравнению с классическим подходом кейнсианское направление появилось не так давно. Книга, с которой оно начало своё существование, «Общая теория занятости, процента и денег» британского экономиста Джона Мейнарда Кейнса, появилась в 1936 г., 160 лет спустя после «Богатства народов» Адама Смита. В 1936 г. капиталистический мир страдал от Великой депрессии. Беспрецедентно высокий уровень безработицы поразил большинство мировых экономик на годы. С точки зрения Кейнса, классическая теория показала серьёзное несоответствие реальным событиям, что вызвало необходимость создания новой макроэкономической теории.

### Неокейнсианство
В послевоенные годы кейнсианство претерпело значительные изменения. Группа экономистов интегрировала микроэкономические положения неоклассической с макроэкономическими положениями кейнсианской школы. Это направление получило название неоклассический синтез и заняло доминирующее положение в экономическом мейнстриме. Принципы неоклассического синтеза Пол Самуэльсон сформулировал в учебнике «Экономика: вводный анализ», ставшем наиболее популярным учебником развитых стран.
В области макроэкономики были созданы теории экономического роста и циклического развития.

## Монетаризм
Макроэкономическая теория, согласно которой количество денег в обращении является определяющим фактором развития экономики. Одно из главных направлений неоклассической экономической мысли. Возник в 1950-е годы как ряд эмпирических исследований в области денежного обращения. Несмотря на то, что основоположником монетаризма является М. Фридман, название новой экономической теории было дано К. Бруннером.

## Институционализм
Понятие институционализма включает в себя два аспекта: «институции» — нормы, обычаи поведения в обществе, и «институты» — закрепление норм и обычаев в виде законов, организаций, учреждений.
Смысл институционального подхода состоит в том, чтобы не ограничиваться анализом экономических категорий и процессов в чистом виде, а включить в анализ институты, учитывать внеэкономические факторы.

## Мейнстрим
Совокупность основных направлений современной экономической мысли на Западе получила название мейнстрим.
Наиболее сильное научное течение на данный момент[уточнить] в мире — это неоклассика. Последние 10 лет[уточнить] ознаменовались расцветом нового институционализма, но окончательной победы данной школы в «битве за умы» ещё не произошло. Также сейчас имеют своих активных последователей идеи Кейнса, которые оформляются в виде новой школы — новое кейнсианство.
Между школами существовала соревновательность, но многие школы, существовавшие в одно время, не конкурировали между собой, так как занимались изучением различных аспектов экономики.

## Исследования экономических учений
По мнению крупнейшего историка экономической мысли Йозефа Шумпетера, первыми публикациями, посвящёнными изучению истории экономических концепций, стали статьи французского физиократа Пьера Дюпона де Немура в журнале «Эфемериды» в 1767 и 1768 годах. Также серьёзный анализ ранних экономических воззрений был проведён родоначальником современной экономической теории Адамом Смитом в его трактате 1776 года «Исследование о природе и причинах богатства народов». Шотландский учёный в данной работе рассматривает основные концепции того времени — меркантилизм и физиократию.
В XVIII веке вместе с развитием экономической теории появляются и работы, посвящённые изучению уже сложившихся экономических доктрин. Так, в 1824−1825 годах появляются обзоры экономических воззрений последователя Д. Рикардо Дж. Р. Мак-Куллоха. В 1829 году французский экономист Жан-Батист Сэй посвятил истории науки 6-й том своего «Полного курса практической политической экономии». В 1837 году выходит в свет «История политической экономии в Европе» французского экономиста Жерома Бланки. В 1845 году выходит ещё одна работа Дж. Р. Мак-Куллоха «Политэкономическая литература». Также анализ экономических воззрений можно обнаружить в книге 1848 года немецкого экономиста Бруно Гильдебранда «Политическая экономия настоящего и будущего» и публикациях его соотечественника Вильгельма Рошера. В 1850—1868 годах выходит несколько статей, посвящённых обзору экономических доктрин итальянского учёного Франческо Феррары. В 1858 году русский экономист И. В. Вернадский выпускает «Очерк истории политической экономии». В 1871 году немецкий философ Евгений Дюринг публикует «Критику истории национальной экономии и социализма», а в 1888 году вышла книга ирландского экономиста Дж. К. Ингрэма «История политической экономии».
В XIX веке экономическая теория возникает в форме отдельных курсов на юридических факультетах университетов, затем появляются особые экономические факультеты, формируется круг профессиональных экономистов. Так, в 1805 году английский экономист Томас Мальтус стал профессором новой истории и политической экономии в колледже Британской Ост-Индской компании, в 1818 году в Колумбийском университете Нью-Йорка появилась должность профессора моральной философии и политической экономии, в 1819 году французский учёный Жан-Батист Сэй занял кафедру промышленной экономии в Парижской Консерватории искусств и ремесел. Политическую экономию в качестве особого предмета начинают преподавать в 1825 году в Оксфорде, в 1828 году в Университетском колледже Лондона, а 1832 году в Дублинском университете.
Среди российских работ по истории экономических учений XIX и начала XX веков выделяются «Очерк истории политической экономии» 1883 года И. И. Иванюкова, «История политической экономии» 1892 года А. И. Чупрова, «История политической экономии» 1900 года Л. В. Федоровича и «История политической экономии. Философское, историческое и теоретическое начала экономики XIX в.» 1909 года А. Н. Миклашевского. В рамках книги «Экономические очерки», российский учёный В. К. Дмитриев анализирует основные положения теории трудовой ценности и ренты Д. Рикардо, концепции распределения И. фон Тюнена, модели конкуренции О. Курно и основные положения маржинализма при помощи математических методов. Ценный вклад в изучение истории экономических теорий древнего Китая внес В. М. Штейн, осуществивший перевод и исследование экономических глав древнекитайского памятника «Гуань-цзы».
Свой вклад в данную область экономического знания внёс и великий английский экономист Альфред Маршалл, включивший в свой трактат 1891 года «Принципы экономической науки» приложение под названием «Развитие экономической науки». «История теорий производства и распределения в английской политической экономии с 1776 по 1848 гг.» английского экономиста Э. Кеннана, опубликованная в 1893 году, содержит интерпретацию идей Д. Рикардо, Джеймса и Джона Стюарта Милля, Т. Мальтуса и других. Таким образом, формирование истории экономической науки завершилось в конце XIX — начале XX вв., к этому времени историю экономических учений уже начали преподавать в парижской Сорбонне.
Среди работ начала XX века, посвящённых изучению экономических воззрений, выделяется «Теории прибавочной стоимости» Карла Маркса в редакции Карла Каутского, изданная в 1905—1910 годах, где анализируются теории А. Смита, Д. Рикардо, и других представителей политической экономии. В 1909 году вышло первое издание «Историй экономических учений» французских экономистов Шарля Жида и Шарля Риста. В данной работе анализировались концепции неортодоксальных направлений, например, сенсимонистов, утопистов, фабианцев, анархистов (в том числе показаны взгляды М. А. Бакунина и П. А. Кропоткина). Важнейшей работой, посвящённой истории меркантилистской теории и сохраняющей научное значение по сей день, является двухтомное произведение 1934 года шведского экономиста Эли Хекшера «Меркантилизм». Также подробный анализ меркантилизма приведён в «Общей теории занятости, процента и денег» Дж. М. Кейнса.
Во второй половине XX века вышло большое количество исследований по истории экономических учений, среди авторов которых были такие крупные экономисты, как Й. Шумпетер, М. Блауг, Р. Хайлбронер, Дж. Стиглер, У. К. Митчелл, Дж. К. Гэлбрейт и многие другие.